# Why Me? (dal)
A Why Me? (magyarul: Miért én?) című dal volt az 1992-es Eurovíziós Dalfesztivál győztes dala, melyet az ír Linda Martin adott elő angol nyelven. Az énekesnő már 1984-ben is részt vett a versenyen, akkor a második helyen végzett.

## Az Eurovíziós Dalfesztivál
A dal a március 29-én rendezett ír nemzeti döntőn nyerte el az indulás jogát.
A dal egy ballada, melyben az énekesnő szerelmét kérdezi, hogy miért pont ő az a szerencsés, akit szeret. A dalt Johnny Logan írta, aki korábban 1980-ban és 1987-ben is nyert énekesként.
A május 9-én rendezett döntőben a fellépési sorrendben tizenhetedikként adták elő, a brit Michael Ball One Step Out Of Time című dala után, és a dán Kenny Lübcke és Lotte Nilsson Alt Det Som Ingen Ser című dala előtt. A szavazás során százötvenöt pontot szerzett, mely az első helyet érte a huszonhárom fős mezőnyben. Ez volt Írország negyedik győzelme.
A következő ír induló, és egyben a következő győztes Niamh Kavanagh In Your Eyes című dala volt az 1993-as Eurovíziós Dalfesztiválon.

### Kapott pontok
|                                              | Zsűrik |     |     |     |     |     |     |     |     |     |     |     |     |     |     |     |     |     |     |     |     |     |    |
| ESP                                          | BEL    | ISR | TUR | GRE | FRA | SWE | POR | CYP | MLT | ICE | FIN | SUI | LUX | AUT | GBR | IRE | DEN | ITA | YUG | NOR | GER | NED |    |
| Pontok                                       | 1      | 7   | 0   | 12  | 12  | 0   | 10  | 4   | 5   | 12  | 7   | 10  | 6   | 10  | 10  | 8   |     | 10  | 2   | 2   | 7   | 10  | 10 |
| A tábla a fellépés sorrendjében van rendezve |        |     |     |     |     |     |     |     |     |     |     |     |     |     |     |     |     |     |     |     |     |     |    |

## Slágerlistás helyezések
| Slágerlisták (1992) | Lh.* |
| ------------------- | ---- |
| Belgium             | 21   |
| Egyesült Királyság  | 59   |
| Hollandia           | 29   |
| Írország            | 1    |

*Lh. = Legjobb helyezés.